# Teesdalia
Teesdalia là chi thực vật có hoa trong họ Cải.